# IC 724
IC 724 је спирална галаксија у сазвјежђу Дјевица која се налази на листи објеката дубоког неба у Индекс каталогу.
Деклинација објекта је + 8° 56' 33" а ректасцензија 11h 43m 34,6s. Привидна величина (магнитуда) објекта IC 724 износи 12,7 а фотографска магнитуда 13,6. IC 724 је још познат и под ознакама UGC 6695, MCG 2-30-22, CGCG 68-45, IRAS 11409+0913, PGC 36450.